# هاري إل. بيكر جونيور
هاري إل. بيكر جونيور (بالإنجليزية: Harry L. Baker, Jr.) هو عسكري أمريكي، ولد في 2 مايو 1912، وتوفي في 11 يناير 1973.